# 787 Moskva
787 Moskva

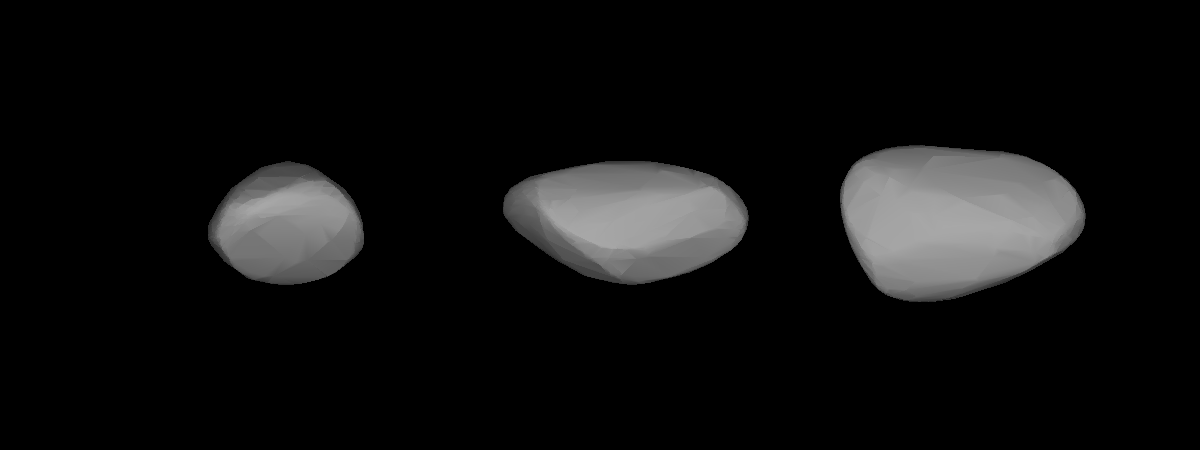
Mô hình ba chiều của 787 Moskva được tính toán bằng kỹ thuật đảo ngược đường cong ánh sáng.

787 Moskva là một tiểu hành tinh ở vành đai chính, thuộc nhóm tiểu hành tinh Maria. Nó được Grigory Neujmin phát hiện ngày 20.4.1914 ở Simeiz (Krym, Ukraina), và được đặt theo tên thành phố Moskva của Nga.
Ngày 19.3.1934 C. Jackson phát hiện tiểu hành tinh 1934 FD, và được mang số 1317. Nhưng năm 1938, G. N. Neujmin phát hiện ra là tiểu hành tinh này và "787 Moskva" chỉ là một, nên số 1317 sau này được dùng lại cho thiên thể 1935 RC phát hiện ngày 1.9.1935 bởi Karl Reinmuth, ngày nay gọi là 1317 Silvretta.